# 趙固
趙 固（ちょう こ、? - 319年）は、中国の西晋から五胡十六国時代の人物。

## 生涯
漢（後の前趙）に仕え、安北将軍の地位にあった。
永嘉3年（309年）8月、漢の車騎将軍劉聡と征東大将軍王弥が洛陽を攻撃すると、龍驤大将軍劉曜らと共にその後詰となった。漢軍は東海王司馬越が派遣した平北将軍曹武らを破り、続けざまに平昌公司馬模が派遣した淳于定らも撃退したが、弘農郡太守垣延の夜襲を受け、大敗して帰還した。
12月、曲陽王劉賢・征北大将軍劉霊・平北将軍王桑と共に内黄へ進み、ここに駐屯した。やがて安北大将軍に昇進した。
永嘉4年（310年）7月、車騎将軍劉聡・龍驤大将軍劉曜・平東大将軍石勒・平北大将軍王桑らと共に河内を包囲した。河内の住民は河内郡太守裴整を捕らえて降伏した。
永嘉5年（311年）4月、王桑と共に彭城を攻め、これを降して西晋の徐州刺史裴盾を討ち取った。
永嘉6年（312年）4月、王弥が漢の鎮東大将軍石勒に滅ぼされると、趙固と王桑は石勒の襲撃を恐れ、兵を率いて平陽（漢の首都）に帰ろうと考えた。だが、軍中では糧食が欠乏し、士卒は互いに食い合うまでに至ったので、ひとまず碻磝津を渡って西に進むと、河北の郡県を略奪して回った。西晋の并州刺史劉琨は兄の子の劉演を魏郡太守に任じて鄴を守らせ、趙固らを阻ませた。彼らは劉演の襲撃を恐れ、王桑の長史臨深を人質として晋陽に送り、劉琨へ帰順を願い出た。劉琨はこれを受け入れ、趙固は雍州刺史に任じられた。
6月、趙固らは再び漢に帰順しようと思い、漢帝劉聡に救援を依頼した。劉聡はこれに応じて鎮遠将軍梁伏疵を派遣したが、漢軍が到着する前に王桑の長史臨深と将軍牟穆が反旗を翻し、兵1万を率いて西晋の魏郡太守劉演に投降してしまった。趙固は梁伏疵と合流して西に向かったが、王桑は漢に帰順するのを止め、兵を率いて東の青州に逃走した。趙固は兵を派遣して王桑を追撃し、曲梁で討ち取った。王桑の残兵は張鳳に率いられて劉演に投降した。その後、趙固は劉聡により荊州刺史・河南郡太守に任じられ、洛陽の鎮守を命じられた。
建武元年（317年）8月、東晋の衛将軍華薈を臨潁で撃破し、その首級を挙げた。
これより以前、趙固はその長史周振と対立するようになると、周振は密かに趙固を讒言するような上奏をした。その為、劉聡は将軍劉暢に東晋の冠軍将軍李矩の討伐を命じた際、討伐した後に洛陽へ向かい、趙固を処断した上で周振をその後任とするよう命じていた。だが、劉暢は李矩に敗れて逃走し、李矩は彼の陣営から趙固誅殺の件に関する書簡を手に入れると、この書を趙固の下へ送った。趙固はこの書を読むと周振とその子を処断し、千の騎兵を率いて李矩に帰順した。李矩は彼に引き続き洛陽を守らせた。
12月、東晋の河内郡太守郭黙と共に漢領である河東へ侵攻した。絳県まで到達すると、右司隷の民3万人余りが牧馬を盗んで妻子を引き連れ、趙固の下に亡命してきた。だが、漢の騎兵将軍劉勲がこれを追撃して1万人余りを殺害すると、趙固らは兵を退いて帰還した。漢の将軍劉頡はこれを追撃したが、趙固は返り討ちにした。
同月、漢の皇太子劉粲は将軍劉雅を始め歩騎10万を率いて趙固討伐に向かった。この時、趙固は「劉粲を捕えて天子を取り返すのだ」と述べ、平陽に捕らわれていた愍帝の奪還を宣言した。劉聡はこれを知って不快に思い、やがて愍帝を処刑している。劉粲は小平津の北岸に駐屯し、劉雅に兵を分け与えて洛陽を攻撃させた。趙固は抗しきれずに陽城山に逃亡すると、弟を派遣して李矩に救援を要請した。
大興元年（318年）3月、李矩はこれに応じ、郭黙・郭誦を派遣して洛口に駐屯させた。郭誦らは夜襲を仕掛けて劉粲を陽郷まで撤退させたが、その後増援が到来すると撤退した。
大興2年（319年）、趙固は亡くなった。原因は不明である。